# Hipster (subcultură contemporană)

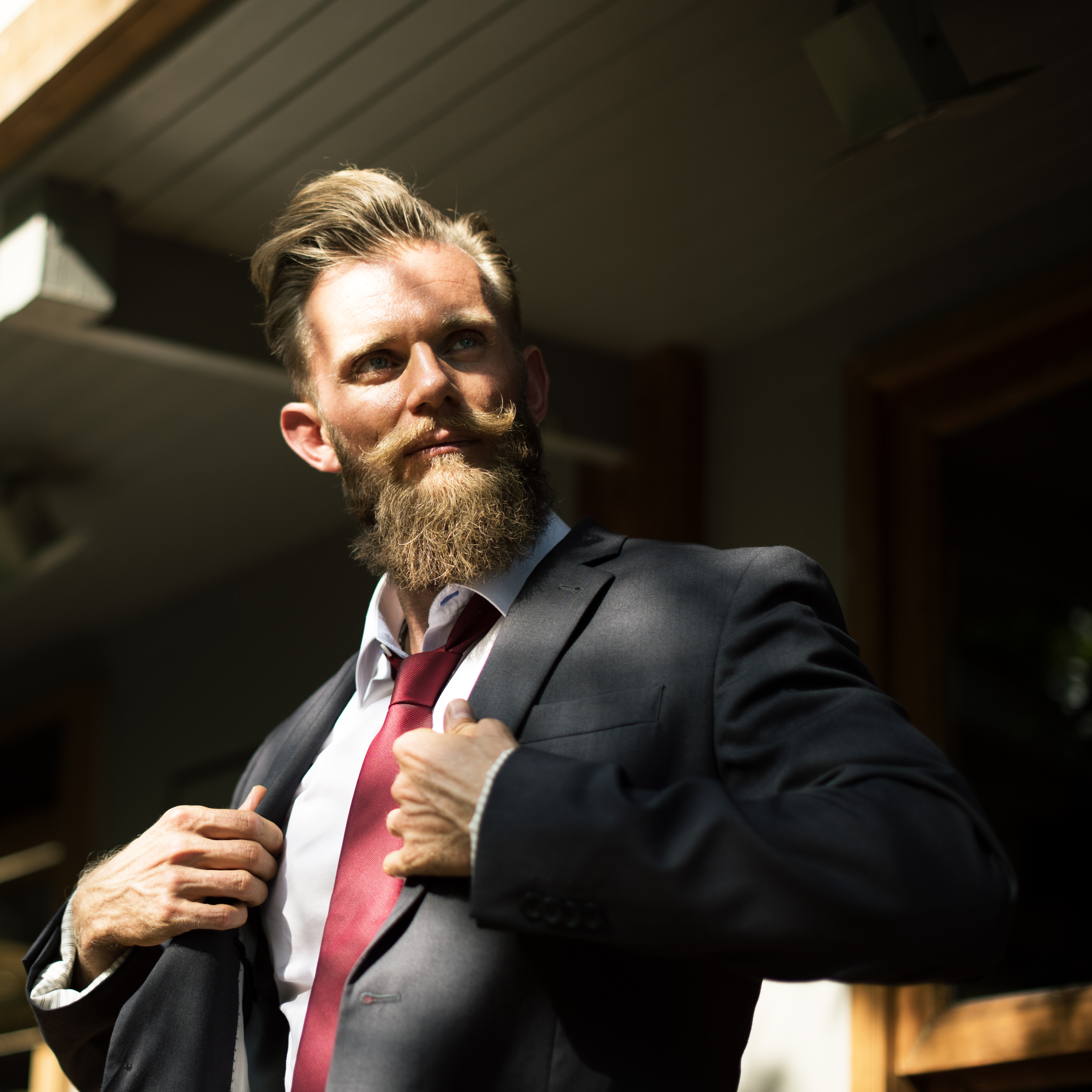
Hipster urban corporatist

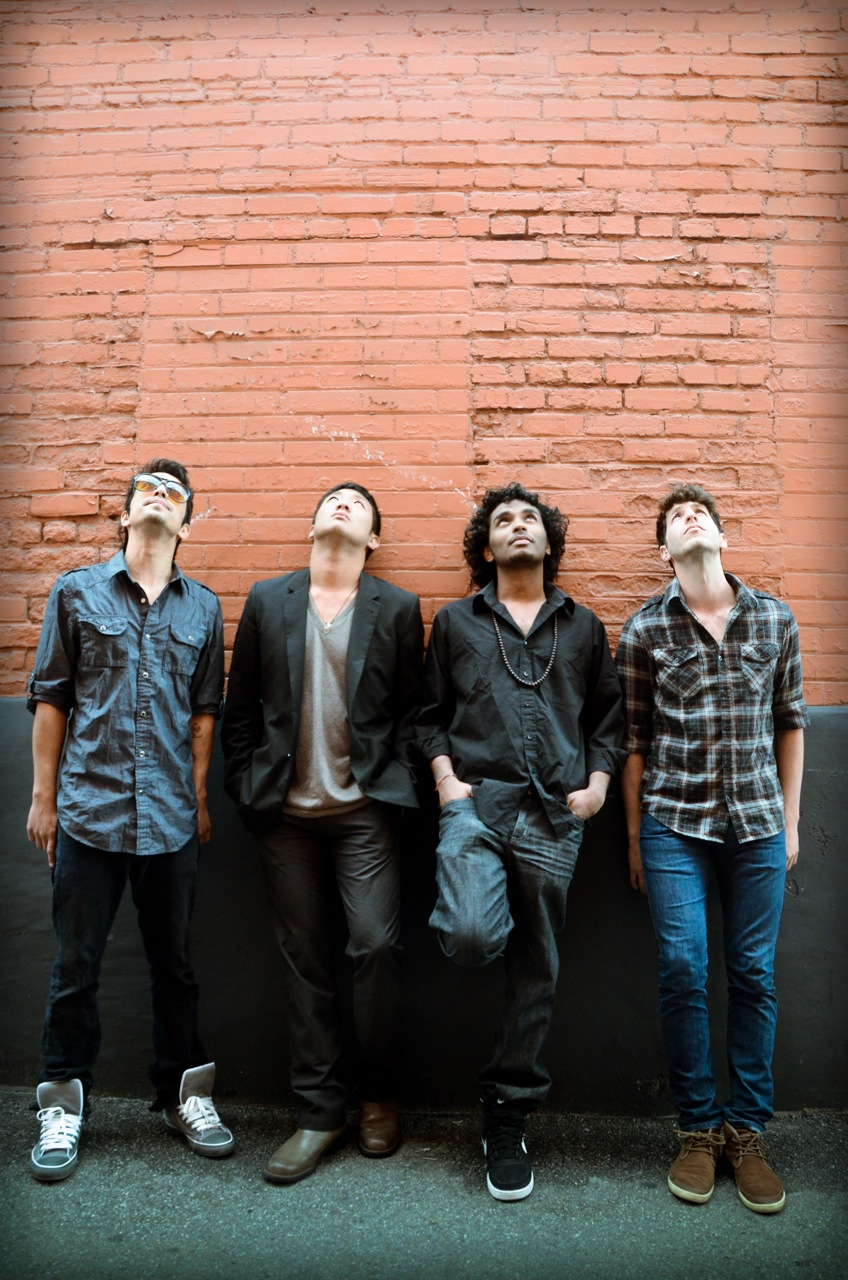
Îmbrăcămintea vintage este purtată de mulți indivizi asociați cu subcultura indie rock.

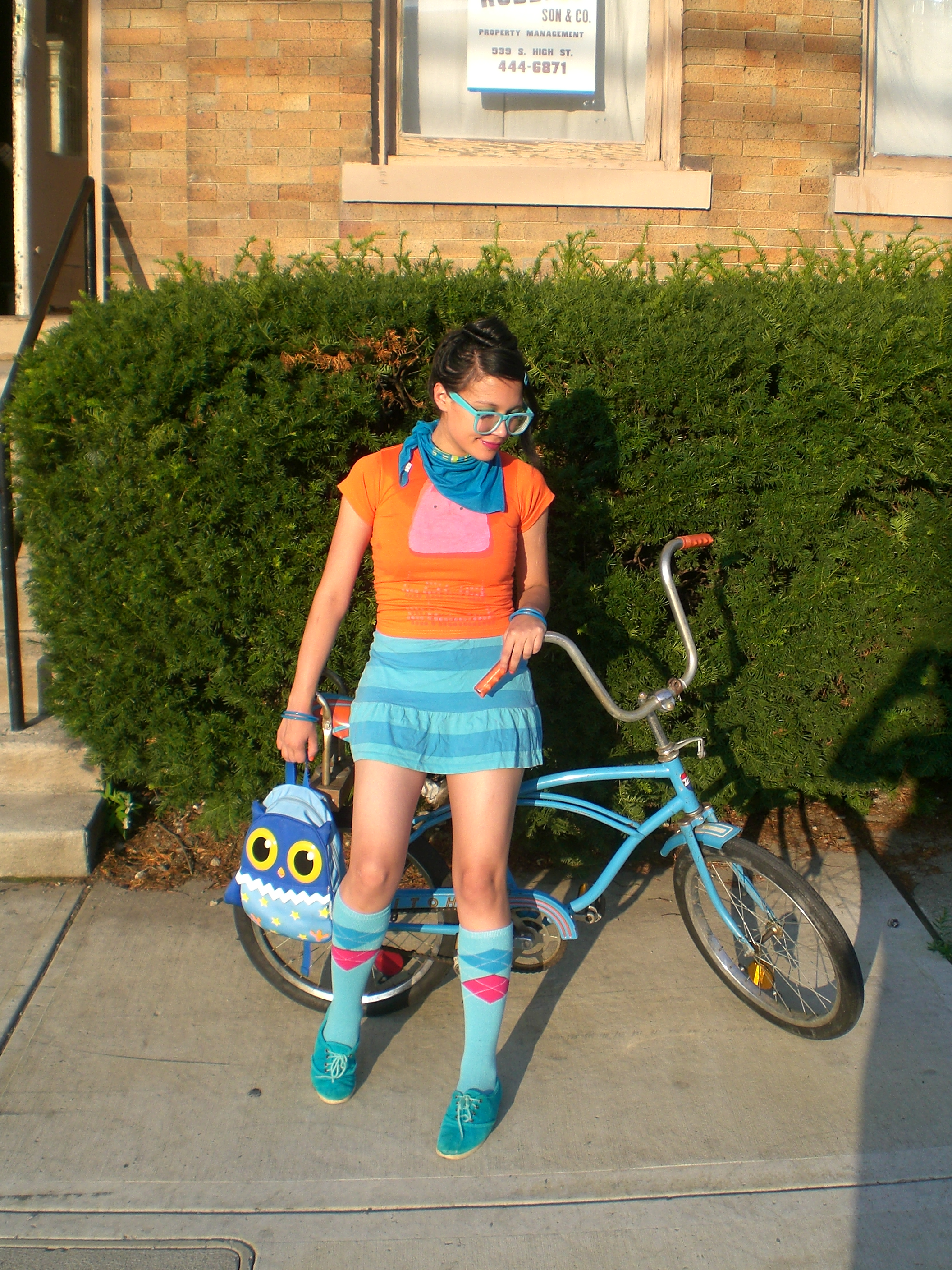
O fată hipster cu bicicletă retro și ochelari de tocilar.

Hipster se referă la o subcultură a tinerilor din mediul urban, care a apărut în anii 1990. Subcultura este asociată cu muzica independentă, cu un simț al modei mai puțin aflat în lumina reflectoarelor, cu viziuni politice liberale sau independente, spiritualitate alternativă sau ateism/agnosticism și un stil de viață alternativ. Din media ei ar putea fi interesați de filme independente, reviste ca Clash, site-uri ca Pitchfork Media și unele părți ale Tumblr. Preocuparea pentru un stil de viață bazat pe nonconformism, libertate sau ecologie face ca stilul de viață hipster să conducă spre alegerea bicicletei în locul autoturismului, alegerea medierii în locul instanțelor de judecată sau a logodnei în locul clasicei căsătorii.